# Division (Reichswehr)
Eine Division der Reichswehr (ohne weiteren Zusatz im Namen) war eine Infanteriedivision. Der zweite in der Reichswehr bestehende Divisionstyp war die Kavalleriedivision.
Im Zuge der Vergrößerung der Reichswehr 1934 wurden die Divisionen im Rahmen der ersten Aufstellungswelle aufgelöst und deren Stäbe in Stäbe von Armee-Korps umgewandelt.

## Verbandszugehörigkeit
Die Divisionen unterstanden den Gruppenkommandos, die wiederum dem Chef der Heeresleitung direkt unterstellt waren.
Gruppenkommando 1 Berlin
- 1. Division Königsberg
- 2. Division Stettin
- 3. Division Berlin
- 4. Division Dresden
- 1. Kavallerie-Division Frankfurt (Oder)
- 2. Kavallerie-Division Breslau

Gruppenkommando 2 Kassel
- 5. Division Stuttgart
- 6. Division Münster
- 7. (Bayerische) Division München
- 3. Kavallerie-Division Weimar

## Infanterie-Division

Flagge für einen Divisionskommandeur (hier 2. Division) um 1925

Der Befehlshaber eines der sieben Wehrkreise war gleichzeitig Kommandeur der gleich nummerierten Division.

### Gliederung
Eine (Infanterie-) Division der Reichswehr war generell wie folgt gegliedert
- Infanterieführer mit drei Infanterie-Regimentern
- Artillerieführer mit einem Artillerie-Regiment (in drei Regimentern zusätzlich je eine reitende Batterie für die drei Kavallerie-Divisionen) und eine Fahr-Abteilung[A 2] zu vier Eskadronen mit jeweils sieben bespannten Feldwagen.
- Divisionstruppen
  - Pionier-Bataillon (bis 1930 dem Infanterieführer unterstellt) mit zwei Kompanien, eine Brückenkolonne und ein Scheinwerfer-Zug
  - Nachrichten-Abteilung mit zwei gemischten Nachrichten-Kompanien und ein Brieftauben-Zug
  - Kraftfahr-Abteilung mit drei Kraftfahr-Kompanien zur Versorgung. In jeder Kompanie befanden sich aber fünf gepanzerte Mannschaftstransportwagen (SonderKfz 3) mit je zwei schweren Maschinengewehren.
  - Sanitäts-Abteilung

Auf der Ebene der Divisionen und darunter war die Infanterie der Reichswehr jeweils dreiteilig gegliedert.
Für die Führung der unterstellten Verbände waren den Divisionskommandeuren je ein Infanterie- und ein Artillerieführer unterstellt, beide mit eigenen Stäben. Diese Stäbe waren entsprechend den früheren Brigadestäben den Divisionsstäben angegliedert und entsprachen einem früheren Divisionsstab von 1914, allerdings ohne Sanitätsoffiziere und Beamte. Bei der Heeresvermehrung 1934 konnten diese Stäbe dadurch sofort die Führung der – zunächst noch unter Tarnbezeichnungen – neu aufgestellten Infanterie-Divisionen übernehmen. So war es bereits bei der Aufstellung des 100.000-Mann-Heeres der Reichswehr vom damaligen Chef des Truppenamtes Hans von Seeckt vorgesehen worden.

## Kavallerie-Division

Eine Eskadron der Reichswehr (beim Abschied von der Lanze)

Durch den Friedensvertrag von Versailles wurde eine verhältnismäßig starke Kavallerie vorgeschrieben. Damit war eine weitere Schwächung der Reichswehr beabsichtigt, da Kavallerie zwar unmodern, aber sehr kostspielig war. Bewaffnet war sie wie die Infanterie mit Karabinern und MGs und war abgesessen für den Schützenkampf vorgesehen. 1928 wurde die Lanze abgeschafft; von da an besaßen die Kavalleristen nur noch den Säbel als Waffe zu Pferd.
Die Kavallerie-Divisionen waren 1930/1931 kurze Zeit direkt der Heeresleitung unterstellt.

### Gliederung
Eine Kavallerie-Division bestand aus sechs Reiter-Regimentern ohne sonstige Verbände oder Einheiten anderer Waffengattungen. Die für die Kavallerie-Divisionen vorgesehenen drei berittenen Batterien waren in die bestehenden Artillerie-Regimenter eingegliedert.